# Улица Василия Будника
Улица Василия Будника (укр. Вулиця Василя Будника) — улица в Деснянском районе города Чернигова. Пролегает от улицы Героев Чернобыля до улицы Стрелецкая.
Примыкают улицы Добровольцев.

## История
Застраивалась в 1930-е годы.
Переулок получил название от соседней улицы Ворошилова — в честь российского революционера, Маршала Советского Союза, дважды Героя Советского Союза Климента Ефремовича Ворошилова.
12 февраля 2016 года улица получила современное название — в честь советского украинского учёного, уроженца Черниговщины Василия Сергеевича Будника, согласно Распоряжению городского главы В. А. Атрошенко Черниговского городского совета № 46-р «Про переименование улиц и переулков города» («Про перейменування вулиць та провулків міста»).

## Застройка
Парная и непарная стороны улицы заняты усадебной застройкой. Начало улицы парная сторона — набережная улица реки Стрижень. Улица имеет два проезда со стороны улицы Алексеева.
Учреждения: нет. 